# 生命飲管
生命飲管（英語：LifeStraw）是一個由瑞士企業弗倫德松發展出來的一系列飲管式濾水產品，專門銷售往發展中國家，包括有LifeStraw個人裝及LifeStraw家庭裝。個人裝的濾水能力至少有1,000公升（過往只有700公升），可以讓一個人使用至少一年；而家庭裝的濾水能力有1萬8千公升，足夠一個五人家庭享用三年安全食水。家庭裝的過濾器聲稱能夠移除水體中99.9999%的細菌、99.999%的病毒及99.9%的寄生蟲；而個人裝的亦能殺死水體裡99.9999%的細菌及99.9%的寄生蟲。

## 構造
LifeStraw個人裝是由一條長31厘米、直徑30毫米的塑膠水管為主幹構成，售價約為0.5美元(單價)到1美元(連運費)。當水透過生命飲管吸入時，會首先通過兩層絲製的過濾網，當中一個100微米闊，另一個15微米闊，把水中的雜質和微生物濾走。然後吸入的水會再通過一個空間，裡面放滿了表面包了一層碘的樹脂小珠，可殺死餘下的細菌。之後水會再通過另一個小室，然後再有活性碳，用以去除水中的碘味和中型的細菌。整個濾水的過程就只靠吸水時的吸力把水抽過多個濾水空間，就像一般飲管的用法一樣。
雖然生命飲管可以濾走大部份的細菌（99.9999%），但一種为人体肠道感染的常见寄生虫篮氏贾第鞭毛虫（Giardia lamblia）卻未能移除，因為它的直徑少於5微米，而且亦不會被碘消滅。不過，生命飲管的生產商表示正在研究怎樣解決這個問題。
最新版本的LifeStraw產品已不含任何碘或碘相關的化學物，並可過濾籃氏賈第鞭毛蟲。

## 批評
現時對生命飲管批評，生命飲管並不能100%過濾所有的微生物，令使用者仍需承受一定的風險。
生產商表示現時正努力解決上述的問題。

## 外部連結
- 官方网站